# Присутствующие отсутствующие
Присутствующие отсутствующие (ивр. נפקדים נוכחים‎) — термин, который используется для описания палестинских арабов, которые покинули, бежали, либо были депортированы из своих домов во время Войны за независимость Израиля. Их имущество было конфисковано согласно «закону об имуществе отсутствующих» (ивр. חוק נכסי נפקדים‎), но они остались в Израиле как внутренне перемещённые лица, либо вернулись в Израиль позднее.
С точки зрения закона, они отсутствующие, однако они присутствуют в Израиле.
По оценкам, в 1950 году их насчитывалось 46 тысяч (из 156 тысяч арабов, оставшихся в Израиле).
Им запрещено возвращаться в свои дома, даже если они были в том же районе, их дома сохранились и они могут это доказать. Они считаются Израилем «отсутствующими», потому, что их не было дома в определённый день, даже если они были вынуждены его оставить.